# Спортна медицина
Спортната медицина е клон на медицината, който се занимава с поддържане на добра спортна форма, допълнително фитнеса за напредналите и активно състезаващите се спортисти, а също и превенцията, както и лечението на травми и наранявания, свързани със спорта и развиване на упражненията в спорта .
Въпреки че повечето спортни екипи си имат свои лекари от години, спортната медицина започва да се обособява в здравеопазването едва през втората половина на 20 век.